# Отсрочка отбывания наказания
Отсрочка отбывания наказания — мера уголовно-правового характера, связанная с временным отказом государства от применения принудительных мер ввиду различного рода обстоятельств, делающих применение наказания в данный момент нецелесообразным. В зависимости от основания отсрочки и поведения осуждённого, по истечении её периода наказание может быть обращено к реальному исполнению, либо осуждённый может быть в полной мере освобождён от наказания.
Отсрочка может рассматриваться как аналогичное помилованию полномочие высшего должностного лица государства, не решающее вопроса о виновности, но позволяющее отложить на более поздний срок исполнение наказания, либо как вид освобождения от наказания.

## В уголовном праве США
В США право применения отсрочки предоставлено президенту США. Отсрочка не меняет приговора и не решает вопросов виновности осуждённого или должного порядка осуждения. Обычно отсрочка предоставляется на период от 30 до 90 дней и продлевается при необходимости. Наиболее часто в качестве основания отсрочки выступала:
- необходимость отсрочить приведение в исполнение смертного приговора;
- потребность в дополнительном времени для рассмотрения ходатайства о помиловании;
- ожидание решения по апелляции;
- ожидание результата надзорного производства по приговору, подтверждённому в апелляционном порядке.

Хотя эти причины считаются чаще всего, Конституция США не ограничивает круг обстоятельств, при которых могут использоваться отсрочки или их продолжительность.

## В уголовном праве России

### История
Впервые институт отсрочки появился в России в 1992 году: Законом от 12 июня 1992 года «О внесении изменений и дополнений в Исправительно-трудовой кодекс РСФСР, в Уголовный кодекс РСФСР и Уголовно-процессуальный кодекс РСФСР» была введена отсрочка исполнения наказания беременным женщинам и женщинам, имеющим малолетних детей (ст. 46.2 УК РСФСР).
Введение данного института стало результатом эксперимента, который был проведён в 1991 году в соответствии с Указом Президиума Верховного Совета от 19 декабря 1990 года. 85 осуждённых к лишению свободы женщин, имевших детей, воспитывавшихся в домах ребёнка колоний, были условно освобождены от отбывания наказания. Решение о предоставлении отсрочки принималось судом. Отсрочка предоставлялась женщинам, не имевшим нарушений дисциплины в процессе отбывания наказания, имевшим постоянное место жительства и сохранившим семью, за исключением осуждённых за тяжкие преступления и имевших более двух судимостей. Эксперимент оказался успешным: был лишь один случай отмены отсрочки.
В феврале 2010 года круг лиц, к которым могла быть применена отсрочка, был расширен за счёт включения в него мужчин, имеющих ребёнка в возрасте до четырнадцати лет и являющихся единственным родителем.
В 2011 году было введено новое основание отсрочки. Она стала предоставляться осуждённым за преступления, связанные с оборотом наркотиков, если они являются больными наркоманией и согласны на прохождение курса медико-социальной реабилитации.

### Отсрочка отбывания наказания в связи с уходом за ребёнком
Применяется к осуждённым беременным женщинам и женщинам или мужчинам, имеющим детей в возрасте до 14 лет. Срок беременности значения не имеет. Применение отсрочки является не обязанностью, а правом суда. Как правило, не применяется отсрочка к лицам, лишённым родительских прав, не имеющим жилья и иных условий для воспитания ребёнка.
Отсрочка не может быть применена к лицам, осуждённым:
- к лишению свободы на срок свыше 5 лет за тяжкие и особо тяжкие преступления против личности;
- к лишению свободы за преступления террористического характера (предусмотренные статьями 205, 205.1, 205.2, 205.3, 205.4, 205.5, частями 3 и 4 статьи 206, частью 4 статьи 211 УК РФ), а также сопряжённые с осуществлением террористической деятельности преступления, предусмотренные статьями 277, 278, 279 и 360 УК РФ.

Отсрочка применяется в отношении осуждённых к обязательным работам, исправительным работам, ограничению свободы, аресту или лишению свободы (п. 2 ч. 1 ст. 398 УПК РФ).
Основанием предоставления отсрочки является гуманизм, проявляющийся в стремлении обеспечить нормальные условия для развития и воспитания ребёнка. Должно учитываться и достижение целей наказания (в первую очередь, частной превенции) вне учреждения, исполняющего наказание.
Правовая природа данного института является спорной. Одни авторы ставят её в зависимость от времени назначения отсрочки: если соответствующий вопрос решается в момент вынесения приговора, она считается разновидностью условного осуждения, а если в период отбывания наказания — условно-досрочного освобождения от отбывания наказания. Другие авторы указывают, что отсрочка имеет особую правовую природу, сочетая в себе уголовно-правовые меры различной природы: собственно отсрочку (временный отказ от исполнения наказания) и освобождение от наказания (или его замена более мягким видом) по окончании отсрочки.
В случае если осуждённый отказался от ребёнка или продолжает уклоняться от обязанностей по воспитанию ребёнка после предупреждения, объявленного органом, осуществляющим контроль за поведением осуждённого, в отношении которого отбывание наказания отсрочено, суд может по представлению этого органа отменить отсрочку отбывания наказания и направить осуждённого для отбывания наказания в место, назначенное в соответствии с приговором суда.
Не урегулирован законодательно вопрос о продлении отсрочки при рождении нового ребёнка.
Отсрочка выступает по сути в качестве испытательного срока. По достижении ребёнком 14-летнего возраста или в случае его смерти осуждённая освобождается от отбывания наказания или оставшейся его части. Оставшаяся часть наказания также может быть заменена его более мягким видом. Кроме того, предоставление отсрочки не приостанавливает течение срока давности исполнения обвинительного приговора суда, и осуждённый по окончании отсрочки может быть освобождён от наказания в связи с истечением срока давности. Совершение любого нового преступления в период отсрочки влечёт её отмену и назначение наказания по совокупности приговоров. Как правило, необходимости в этом не возникает: рецидив среди лиц, которым предоставлена отсрочка, случается крайне редко.
Данная норма уникальна для уголовного права России: кроме УК РФ, она присутствует лишь в законодательстве некоторых государств постсоветского пространства.

### Отсрочка отбывания наказания больным наркоманией
Данный вид отсрочки был введён в УК РФ 7 декабря 2011 года Федеральным законом N 420-ФЗ. Соответствующие положения применяются с 1 января 2012 года.
Осуждённому к лишению свободы, признанному больным наркоманией, совершившему впервые преступление, предусмотренное ч. 1 ст. 228 (незаконные приобретение, хранение, перевозка, изготовление, переработка наркотических средств, психотропных веществ или их аналогов, а также незаконные приобретение, хранение, перевозка растений, содержащих наркотические средства или психотропные вещества, либо их частей, содержащих наркотические средства или психотропные вещества без квалифицирующих признаков), ч. 1 ст. 231 (незаконное культивирование растений, содержащих наркотические средства или психотропные вещества либо их прекурсоры без отягчающих обстоятельств) и ст. 233 (незаконная выдача либо подделка рецептов или иных документов, дающих право на получение наркотических средств или психотропных веществ) УК РФ, и изъявившему желание добровольно пройти курс лечения от наркомании, а также медико-социальную реабилитацию, суд может отсрочить отбывание наказания в виде лишения свободы до окончания лечения и медико-социальной реабилитации, но не более чем на пять лет.
В случае, если осуждённый, признанный больным наркоманией, отбывание наказания которому отсрочено, отказался от прохождения курса лечения от наркомании, а также медико-социальной реабилитации или уклоняется от лечения после предупреждения, объявленного органом, осуществляющим контроль за поведением осуждённого, суд по представлению этого органа отменяет отсрочку отбывания наказания и направляет осуждённого для отбывания наказания в место, назначенное в соответствии с приговором суда.
После прохождения курса лечения от наркомании и медико-социальной реабилитации и при наличии объективно подтверждённой ремиссии, длительность которой после окончания лечения и медико-социальной реабилитации составляет не менее двух лет, суд освобождает осуждённого, признанного больным наркоманией, от отбывания наказания или оставшейся части наказания.
В случае установления судом факта совершения осуждённым, признанным больным наркоманией, отбывание наказания которому отсрочено, преступления, за исключением тех, по которым может быть предоставлена отсрочка, суд по представлению уголовно-исполнительной инспекции, отменяет отсрочку отбывания наказания, назначает наказание по совокупности преступлений, и направляет осуждённого для отбывания наказания в место, назначенное в соответствии с приговором суда.
В случае, если в период отсрочки отбывания наказания осуждённый, признанный больным наркоманией, совершил новое преступление из числа тех, за которые может быть предоставлена отсрочка, суд отменяет отсрочку отбывания наказания, назначает ему наказание по совокупности приговоров, и направляет осуждённого в место, назначенное в соответствии с приговором суда.
Учёными эффективности данного вида отсрочки ставится под сомнение из-за слабой мотивации больных наркоманией к освобождению от зависимости.